# داكوتا روز
داكوتا روز (بالإنجليزية: Dakota Rose)‏ هي عارضة أزياء ويوتيوبية وعارضة أمريكية، ولدت في 19 سبتمبر 1995 في شيكاغو في الولايات المتحدة.

## وصلات خارجية
- الموقع الرسمي